# 25 червня
25 червня — 176-й день року (177-й у високосні роки) у григоріанському календарі. До кінця року залишається 189 днів.

## Свята і пам'ятні дні

### Міжнародні
- ООН: День моряка
- Всесвітній день Вітиліго[1][2]
- День кольорового ТБ.

### Національні
- Словенія: Національне свято Словенії. День державності (1991)
- Мозамбік: Національне свято Мозамбіку. День незалежності (1975)
- Хорватія: Пам'ятний день Хорватії. День незалежності (1991)
- Україна: День митної служби України (1992–2013)
- Україна: День митника України (з 2020)
- Гватемала: День вчителя.
- Філіппіни: День посадки дерев.
- США:
  - День штату Вірджинія. (1788)
  - Національний день сома.

### Релігійні

#### Християнство
Католицька церква:
- День Святої Доротеї Монтовської.

 Православна церква:
- Преподобномучениці Февронії, діви.

### Іменини
✝  Католицькі:
✙ Православні:

## Події
- 1439 — Базельський собор оголосив римського папу Євгенія IV єретиком і позбавив його влади.
- 1530 — зі схвалення Мартина Лютера його найближчий сподвижник Філіп Меланхтон в Аугсбурзькому рейхстагу виклав основи лютеранства в 28 статтях на німецькій і латинській мовах. Назване «Аугсбурзьке сповідання», воно встановлювало обрядову сторону лютеранства, принцип підпорядкування церкви державі і відображало прагнення вождів лютеранства до компромісу з католицизмом. Імператор Карл V відхилив його, зажадавши повернення реформаторів в лоно католицької церкви, що привело до довгих років боротьби між католицькими і протестантськими князями Священної Римської імперії.
- 1580 — опублікована «Книга згоди», в якій були викладені основи лютеранства.
- 1783 — французький хімік Антуан Лоран Лавуазьє повідомив на засіданні Паризької академії наук, що вода — це сполука водню і кисню.
- 1807 — зустріч імператорів Олександра I та Наполеона І на плоту посеред річки Німан поклала початок Тільзитському миру у війні четвертої коаліції
- 1848 — під час «весни народів» у Галичині за рішенням Головної руської ради над Львівською ратушею був вивішений синьо-жовтий стяг.
- 1857 — вийшла друком збірка віршів французького поета Шарля Бодлера «Квіти зла».
- 1863 — сьоґун Токуґава Іємоті наказав вигнати з Японії всіх іноземців.
- 1872 — в Німецькій імперії заборонена діяльність Ордена єзуїтів.
- 1878 — почався Берлінський конгрес, що підтвердив незалежність Князівства Чорногорія, Сербського князівства і Румунії.
- 1923 — Партіарх Московський і Всієї Русі Тихон звільнений з ув'язнення в обмін на визнання легітимності ним радянської влади, засудження контрреволюційних дій і заклик до співпраці з властями.
- 1939 — у Львові відбулись останні збори Наукового товариства імені Шевченка. З приходом більшовиків у вересні НТШ припинило свою діяльність, а на початку наступного року Товариство і всі пов'язані з ним установи ліквідовано.
- 1950 — армія Північної Кореї напала на Південну Корею. Почалася Корейська війна.
- 1957 — створили іграшку «літаюча тарілка».
- 1991 — Словенія і Хорватія проголосили незалежність від Югославії.
- 1991 — прийнятий Закон України «Про митну справу в Україні».

## Народились
Дивись також Категорія:Народились 25 червня
- 1560 — Хуан Санчес Котан, іспанський художник-чернець доби бароко. Автор релігійних сюжетів, натюрмортів.
- 1646 — Елена Лукреція Корнаро Піскопія (Elena Lucrezia Cornaro Piscopia), італійська вчена, філософ і математик, перша жінка у світі, яка здобула докторський ступінь.
- 1811 — Джон Вільям Касільєр, американський гравер і художник-пейзажист.
- 1852 — Антоніо Гауді, каталонський архітектор.
- 1886 — Іван Крип'якевич, український історик, академік, професор Львівського університету.
- 1903 — Джордж Орвелл, англійський письменник.
- 1907 — Арсеній Тарковський, поет і перекладач зі східних мов.
- 1907 — Зінаїда Хрукалова, українська драматична акторка.
- 1922 — Петро Угляренко, український письменник.
- 1924 — Сідні Люмет, американський режисер.
- 1937 — Кейдзо Обуті, японський політик.
- 1954 — Ярослава Король, українська художниця.
- 1974 — Глен Метрополіт, канадський хокеїст.
- 1981 — Симон Амман, швейцарський стрибун на лижах з трампліна.
- 1991 — Кирило Готовець, білоруський хокеїст.

## Померли

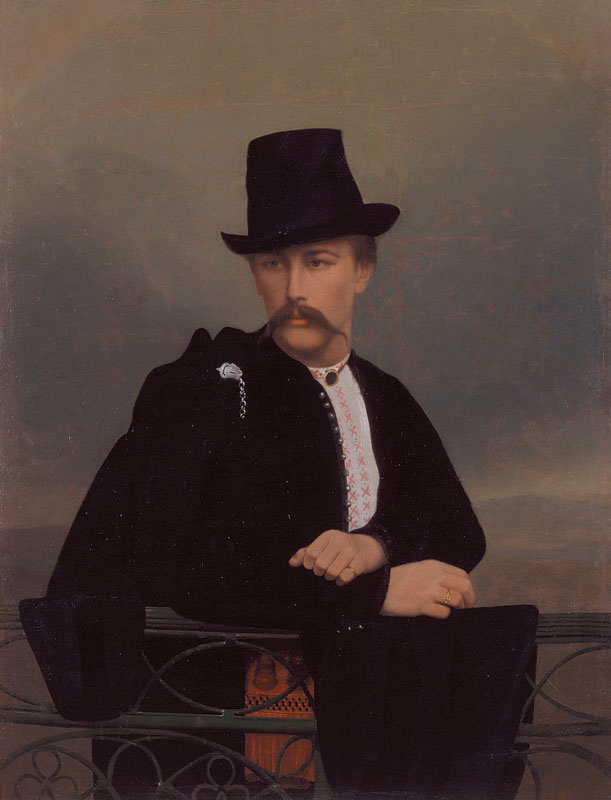
Василь Тарновський (молодший)

Дивись також Категорія:Померли 25 червня
- 635 — Лі Юань  1-й імператор династії Тан.
- 1218 — Симон де Монфор V граф Лестер, франко-англійський феодал, один з провідників Альбігойського хрестового походу.
- 1274 — Насир ад-Дін ат-Тусі, азербайджанський учений-енциклопедист.
- 1543 — Джованні Мангоне, італійський архітектор і скульптор.
- 1637 — Ян ван дер Вухт, нідерландський художник Золотої доби.
- 1671 — Джованні Баттіста Річчолі, італійський астроном.
- 1673 — Шарль Ож'є де Батц де Кастельмор, граф д'Артаньян, гасконський дворянин, військовик, мушкетер.
- 1767 — Георг Філіпп Телеман, німецький композитор епохи бароко, органіст, капельмейстер.
- 1822 
  - Аодо Дендзен, японський художник західного стилю, майстер мідної гравюри.
  - Ернст Теодор Амадей Гофман, німецький письменник, композитор, художник.
- 1835 — Антуан-Жан Гро, французький художник-академіст.
- 1875 — Антуан-Луї Барі, французький скульптор.
- 1882 — Жуффруа Франсуа, французький скульптор.
- 1899 — Василь Тарновський (молодший), громадський і культурний діяч, аматор української старовини, меценат. Син Василя Тарновського (старшого).

- 1912 — Лоуренс Альма-Тадема, нідерландський і британський художник.
- 1916 — Томас Ікінс, американський живописець, скульптор, педагог; засновник реалістичного живопису США (разом з художником Вінслов Гомером).
- 1933 
  - Джованні Джакометті, швейцарський художник і графік. Батько скульпторів Альберто і Дієго Джакометті та архітектора Бруно Джакометті.
  - Анна Брігадере, латвійська письменниця, драматург, поетеса.
- 1960 — Вальтер Бааде, німецький астроном.
- 1971 — Джон Бойд Орр, англійський педагог, лікар, громадський діяч, лауреат Нобелівської премії миру.
- 1972 — Ґюнтер Зімон, німецький актор.
- 1984 — Мішель Фуко, французький філософ та історик.
- 1989 — Леонід Бачинський, український письменник, громадський діяч, сотник Армії УНР, педагог, журналіст, дійсний член НТШ
- 1997 — Жак-Ів Кусто, французький дослідник Світового океану, першовідкривач, винахідник акваланга, автор багатьох книг і фільмів.
- 2001 — Анатоль Курдидик, український журналіст і письменник, відомий у міжвоєнному Львові та в Західній діаспорі.

- 2009 

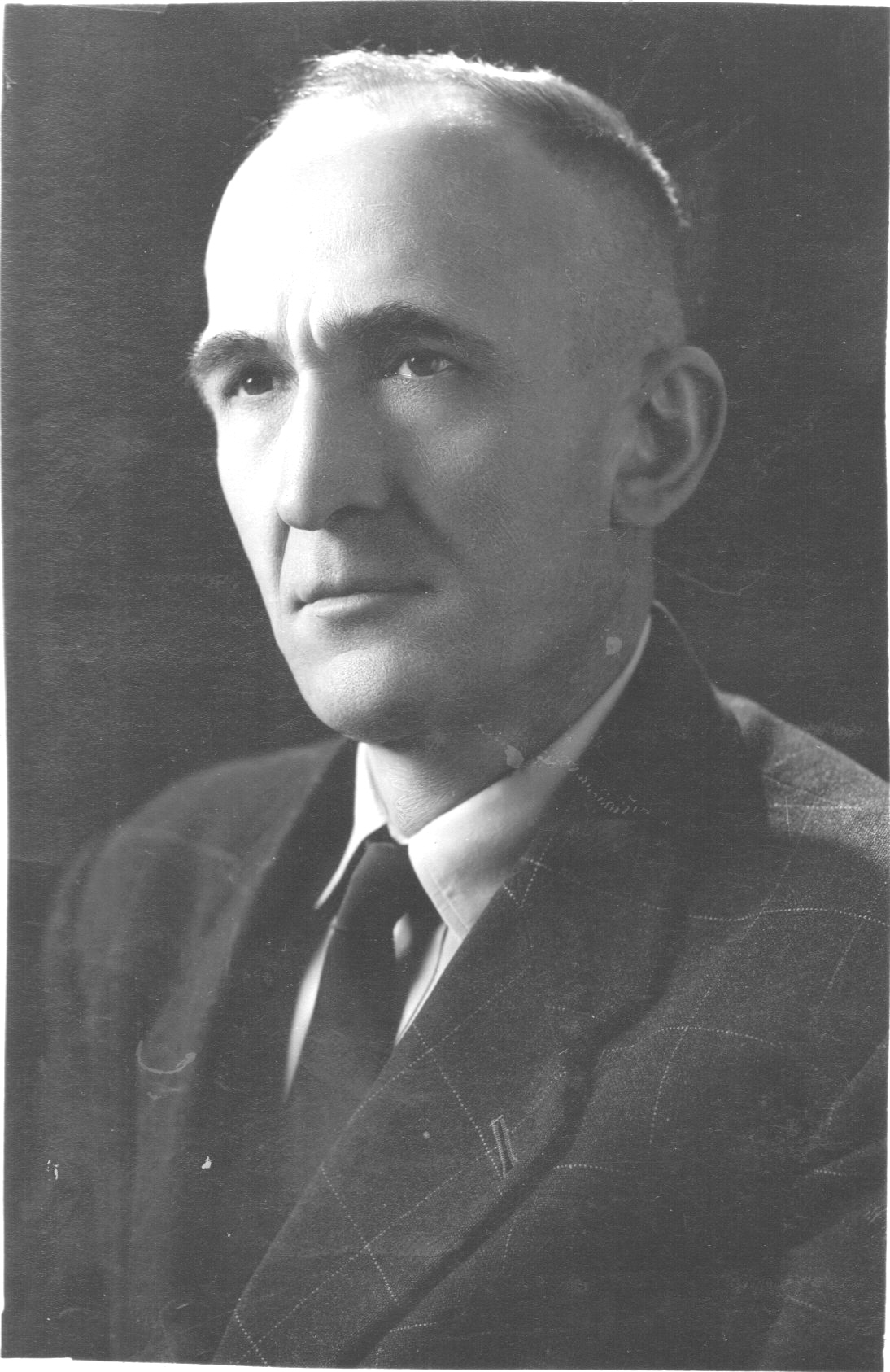
Анатоль Курдидик

  - Майкл Джексон, популярний американський співак.
  - Фарра Фосетт, американська акторка.